# LAMMPS
Large-scale Atomic/Molecular Massively Parallel Simulator (LAMMPS) ist eine Software für Molekulardynamik-Simulation von Sandia National Laboratories. LAMMPS benutzt Message Passing Interface (MPI) für die parallele Kommunikation und ist Freie Software, unter der GNU General Public License.
LAMMPS wurde ursprünglich im Rahmen eines Kooperationsabkommens (CRADA) zwischen zwei Laboratorien des US-Energieministeriums und drei weiteren Laboratorien von Unternehmen des privaten Sektors entwickelt. Seit 2016 wird es von Forschern der Sandia National Laboratories und der Temple University gepflegt und vertrieben.

## Eigenschaften
Für die Recheneffizienz verwendet LAMMPS Nachbarlisten (Verlet-Liste), um Teilchen in unmittelbarer Nähe zu verfolgen. Die Listen sind für Systeme mit Teilchen optimiert, die sich in kurzen Abständen abstoßen, so dass die lokale Dichte der Partikel niemals zu groß wird.
Auf parallelen Computern verwendet LAMMPS räumliche Zerlegungstechniken, um die Simulationsdomäne in kleine 3D-Unterdomänen zu unterteilen, von denen eine jedem Prozessor zugewiesen ist. Prozessoren kommunizieren und speichern „Geist“-Atominformationen für Atome, die an ihre Subdomäne grenzen. LAMMPS ist am effizientesten (im Sinne einer parallelen Berechnung) für Systeme, deren Partikel eine rechteckige 3D-Box mit ungefähr gleichmäßiger Dichte füllen.
LAMMPS ermöglicht auch eine beschleunigte Kopplung von Spin und Molekulardynamik.